# Ecocidio
El ecocidio es un neologismo que en principio, hace referencia a cualquier daño masivo o destrucción ambiental de un territorio determinado, parte de uno o más países, o bien, con consecuencias a escala global. Aún se sigue trabajando en una definición más precisa de ecocidio con el objetivo de tipificarlo como un crimen en contra de la humanidad.
El ecocidio puede ser irreversible cuando un ecosistema sufre un daño más allá de su capacidad de regenerarse. Este término se suele asociar con el daño causado por un agente vivo que directa o indirectamente puede infligir un ecocidio, matando suficientes especies en un ecosistema para interrumpir su estructura y función.
El ecocidio también puede ser el resultado de contaminaciones masivas tales como el vertido de desechos de industrias o contaminación por pesticidas que destruyen la fauna y flora local. Una definición más laxa de ecocidio es la que incluye la destrucción causada por especies debido a desequilibrios ecológicos. Por ejemplo, bajo esta definición se puede concluir que las algas azul-verdosas cometieron ecocidio sobre el medio ambiente del precámbrico, basado en una química reductora, al liberar cantidades masivas de oxígeno al medio ambiente. Los organismos para los que el oxígeno era venenoso desaparecieron mientras que las algas y otros organismos se adaptaron a un medio ambiente con una química basada en la oxidación.

## Derecho internacional
Desde la década de 1970 en adelante ha existido un apoyo creciente por parte de gobiernos, empresas y comunidades para reformar el Estatuto de Roma y convertir el ecocidio en el quinto crimen contra la paz. Es parte de un cuerpo emergente de leyes conocido como 'jurisprudencia de la Tierra'.
Los defensores de convertir el ecocidio en delito ecológico y un crimen internacional argumentan que se debe hacer para proteger los derechos humanos y el medio ambiente. Sin embargo, algunos de sus oponentes argumentan que hacerlo criminalizaria al conjunto de la raza humana, pretexto que no resulta acorde con el Derecho Penal Internacional, ya que el mismo solo persigue a los responsables de los delitos.

## Historia

Secado gradual del Mar de Aral.

### Vietnam
El origen de esta palabra viene de los tiempos de la guerra de Vietnam,[cita requerida] con el uso de defoliantes como el agente naranja, que causaron daños irreversibles, destruyendo bosques tropicales y contaminando los cuerpos de agua, además del uso de armas químicas como el napalm contra la población indefensa. Todo lo anterior provocó que la ciudadanía tomara conciencia sobre la situación que se estaba viviendo en este país y que se crearan tribunales internacionales para condenar y analizar los impactos ambientales de estos agentes biológicos y químicos sobre los ecosistemas.
Durante el tiempo de permanencia del ejército de los Estados Unidos, se utilizaron miles de litros de agente naranja sobre los bosques y cultivos de sus habitantes. “Desde 1960 hasta 1971 los aviones C-123 de la fuerza aérea norteamericana, como parte de la llamada Operación Ranch Hand, lanzaron casi ochenta millones de litros de herbicidas sobre 2,5 millones de ha de bosques y cultivos de Vietnam, con la idea de defoliar los árboles donde pudiese esconder la guerrilla del Vietcong, y para destruir las cosechas con las que pudiese alimentarse”.
Para llevar a cabo este ecocidio se utilizaron en promedio unos quince defoliantes distintos, los cuales eran conocidos por los colores del arco iris; entre estos el agente naranja que supuso el 60% de herbicida que se utilizó en las aspersiones aéreas, el cual está compuesto por dos componentes con alto contenido de dioxina, estudios sobre la misma (dioxina) muestran que sería necesario en promedio 100 g de este producto para contaminar el agua de una ciudad y por lo menos matar entre 8 y 10 millones de personas[cita requerida], en Vietnam se aspersaron 350 kg de este producto lo cual ocasionó no solo daños irreparables a flora y fauna sino que también que estas tierras tardarán siglos en ser fértiles nuevamente; pero tal vez el daño más grave fue el ocasionado a la generación posterior de vietnamitas y de soldados estadounidenses que participaron en este conflicto, consecuencias que van desde retardo mental hasta niños nacidos con deformidades. "Los científicos vietnamitas calculan, que desde mediados de los años sesenta 500.000 niños nacieron con deformidades y enfermedades congénitas relacionadas con la dioxina y este tipo de malformaciones siguen apareciendo hoy."
En cuanto a los soldados estadounidenses, se calcula que sobre 60.000 resultaron afectados al igual que sus descendientes, pero mientras que los soldados fueron indemnizados con cerca de 180 millones de dólares,[cita requerida] los vietnamitas no recibieron ningún tipo de indemnización. El tribunal de los Estados Unidos argumentó que para la época de las aspersiones, aéreas, aún no se habían ratificado los tratados internacionales sobre armas químicas y biológicas.

### Isla de Pascua

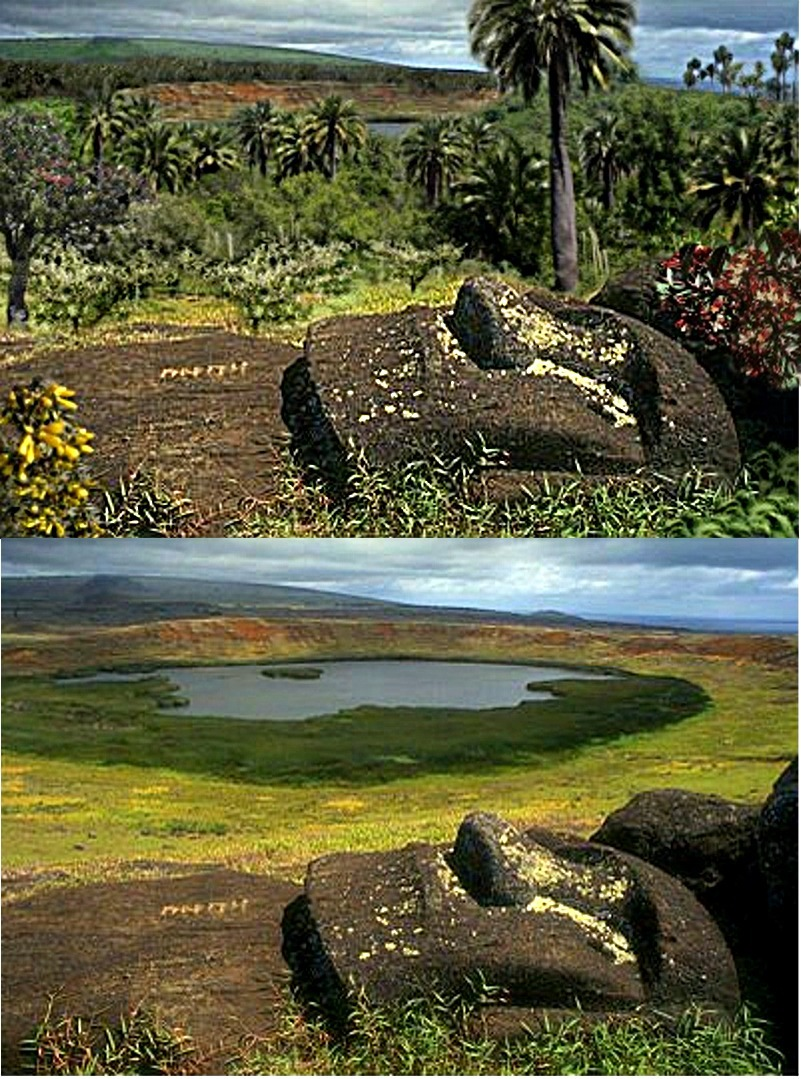
Arriba: recreación del paisaje ancestral de Isla de Pascua, con vegetación de Paschalococos disperta, Sophora toromiro y Santalum, entre otras especies. Abajo: paisaje actual.

La pequeña Isla de Pascua en el Pacífico Sur suele ser citada como uno de los ejemplos más notorios de colapso ecológico y social  de los tiempos premodernos. Cuando llegaron los polinesios a esta isla, la misma era llena de vegetación y de fauna, era considerada una de las colonias de aves marinas más ricas del Pacífico, sus habitantes recién llegados no pensaron prospectivamente se dieron a la labor de consumir todo cuanto pudieron y también en la labor de degradar su suelo. "… a medida que la población crecía cazaban más, pescaban más, cogían más frutos de los árboles y talaban más el bosque para los nuevos cultivos. Olvidaron de donde venían, solo existían ellos y el agua que los rodeaba”.
Cuando la población empezó a crecer desmesuradamente los recursos empezaron a escasear, sus habitantes se enfrentaron a una hambruna sin precedentes, debido a la sobreexplotación de los recursos que les proveía la isla. Los cultivos también se vieron afectados, la tala indiscriminada de los bosques, para construir estatuas, ocasionaba que la tierra fuera más árida y por tanto los cultivos vieron diezmados su producción. “Con la escasez de árboles no solo perdían la capa fértil, sino residuos forestales para hacer abono, material para construir canoas, estatuas, cuerdas, cestas, incluso tenían dificultad para hacer un buen fuego para calentarse."
En un intento por sobrevivir y pedir la ayuda de los dioses los habitantes de la isla, empezaron a construir estatuas moais cada vez más grandes, pero con esta acción lo que estaban haciendo era completamente diferente, porque el diseño de estatuas exigía cada vez más madera, por lo cual deberían derribarse más árboles y por tanto la erosión de la tierra aumentaba, fue tanta la necesidad de alimento que incluso, se volvieron antropófagos, finalmente la sociedad colapsó y el número de habitantes disminuyó por encima del 90%.[cita requerida]

## Actualidad
Los procesos por los cuales se ven afectados los ecosistemas, son muy variados y muy complejos, vienen desde el simple uso de productos no biodegradables en nuestro uso diario, hasta el uso indiscriminado de pesticidas para exterminar plagas en los cultivos, que paradójicamente son necesarios para prolongar la existencia de la especie humana.
Las consecuencias para la fauna silvestre no se han hecho esperar, se tienen datos estimados que a partir de los años 1500-1850 una especie de ave desaparecía para siempre cada diez años, se infiere entonces que a este ritmo desaparezca una especie por hora a partir del 2000, sobre el tema la Organización para la Agricultura y la Alimentación conocida como FAO dice: "El 70 % de las principales reservas pesqueras del mundo han desaparecido o están sobre explotadas, diecisiete de las zonas pesqueras mayores del mundo han alcanzado o sobrepasado los límites sostenibles, las especies silvestres se están extinguiendo a un ritmo 100 veces mayor al natural. Cada minuto desaparece una especie."[cita requerida]
En cuanto al recurso tierra contrario a lo que pensaban los economistas de la escuela de pensamiento económico conocida como los fisiócratas y su principal representante, Francis Quesnay, la tierra actualmente no se puede considerar como un bien ilimitado, al contrario en el afán de aumentar la productividad de la tierra, los procesos erosivos aumentan como consecuencia de la necesidad de más insumos para la producción de alimentos, una vez la tierra queda estéril, hay necesidad de aumentar la frontera agrícola con sus consecuencias ecológicas que trae como es el de acabar con bosques y todo, el ecocidio que esto trae. “Los bosques cada día se reducen más. Cada año cerca de 2300 km² de tierra fértil se convierten en desierto. Otras 77 500 km² son destruidas o seriamente agotados. La cuarta parte de la superficie terrestre se halla amenazada por la desertificación irreversible, en buena parte debida al mismo trabajo agrícola. La tierra se contamina también por la utilización excesiva de los fertilizantes artificiales y los productos fitosanitarios (insecticidas, herbicidas, fungicidas, etc)."
Con la globalización los procesos productivos se van estandarizando, la contaminación de tierra, y aire ocasiona que sus efectos se vean en toda el planeta calentamiento global.